# Monte Eta
O monte Eta ou Iti (em latim: Όρος Οίτη; romaniz.: Óros Oíti) é uma montanha no sul da Grécia Central, que forma uma fronteira entre os vales dos rios Esperqueu e do Cefisso beócio, e entre a Ftiótida e a Fócida. Com o topo a 2165 m de altitude, faz parte da cadeia dos montes Pindo. Em sua parte oriental, chamada de Calídromo, chega próximo ao mar, deixando apenas uma passagem estreita, conhecida como o famoso passo das Termópilas. Havia também um passo elevado, a oeste do Calídromo, que levava ao vale mais alto do Cefisso.
Na mitologia grega o Eta é celebrado principalmente como palco da morte do herói Héracles. Pronto para morrer, ele subiu o monte, onde preparou uma pira funerária com árvores, deu seu arco e flechas para Peias, pai de Filocteto, e deitou-se sobre ela, com sua cabeça apoiada sobre seu tacape e, coberto por sua pele de leão, ordenou a Filocteto que ateasse fogo à pira.
O poeta inglês John Milton aludiu assim ao frenesi de Héracles:
As when Alcides from Œchalia crowned
With conquest, felt the envenomed robe, and tore,
Through pain, up by the roots Thessalian pines
And Lichas from the top of Œta threw
Into the Euboic Sea.